# Felip I de França
Felip I de França (23 de maig de 1052 - castell de Melun, 29 de juny de 1108) fou rei de França (1060-1108). Seguint la tradició de la Dinastia Capet Felip I fou coronat rei el 1059, en vida del seu pare, però no accedí al tron fins a la mort d'aquest l'any següent.
Els primers anys del seu regnat tingué la regència de la seva mare Anna de Kíev entre 1060 i el 1061, any en el qual renuncià per poder-se tornar a casar; i també tingué la regència del seu cunyat Balduí V de Flandes entre 1060 i 1067. El 1072 es casà amb Berta d'Holanda. Després del naixement de l'hereu necessari, Lluís, Felip I s'enamorà de Bertrada de Montfort, esposa del comte Folc IV d'Anjou. Immediatament repudià Berta i es casà amb Bertrada el 15 de maig de 1092.
Felip I designà Alberic, el primer Conestable de França el 1060. Una bona part del regant de Felip I, com el seu pare, la passà sufocant les revoltes dels seus vassalls.
El 1077 aconseguí la pau amb Guillem I d'Anglaterra, duc de Normandia. El 1094 fou excomunicat per Hug, Bisbe de Lió, i posteriorment pel Papa Urbà II el novembre de 1095 en el Concili de Clermont. Diverses vegades fou aixecada l'excomunió amb la promesa de Felip I de separar-se de Bertrada, però sempre que ho feu tornà a acabar unint-s'hi. El 1095 el papa Urbà II convocà la Primera Croada contra els musulmans de Terra Santa. Felip I s'oposà a la seva participació, que tampoc no hagués estat ben vista per la Santa Seu a causa de l'excomunió que pesava damunt d'ell. El seu germà Hug de Vermandois, però, si que hi participà.
El rei Felip I morí el 1108 a Melun i fou enterrat a l'abadia de Saint-Benoît-sur-Loire.

## Família
Fou el fill primogènit del rei Enric I de França i la seva tercera esposa Anna de Kíev. El nom de Felip, molt poc utilitzat en aquella època a l'Europa Occidental fou imposat per la seva mare.
Es casà el 1072 amb Berta d'Holanda, filla del comte Florià I d'Holanda. D'aquest naixement nasqueren:
- la princesa Constança de França (1078– v 1125), casada vers el 1097 amb Hug I de Blois i posteriorment el 1106 amb Bohemon I d'Antioquia
- el príncep Lluís VI de França (1081-1137), rei de França
- el príncep Enric de França (1083-?), mort jove
- el príncep Carles de França (1085-?), abat mort jove
- el príncep Eudes de França (1086-1089)

De la unió amb Bertrada nasqueren:
- el príncep Felip de França (1093- v 1123), comte de Mantes
- el príncep Florià de França (v 1093- d 1118, senyor de Nagis
- la princesa Eustàquia de França
- la princesa Cecília de França (1097- d 1145), casada el 1106 amb Tancred d'Antioquia i el 1115 amb Ponç de Trípoli

| Cronologia dels reis de França, reis dels Francesos i emperadors dels Francesos del 987 a 1870 |

| 987 | 987       | 996       | 996       | 1031      | 1031    | 1060    | 1060    | 1108    | 1108     | 1137     | 1137      | 1180      | 1180     | 1223     | 1223       | 1226       | 1226 |
|     | Hug Capet | Hug Capet | Robert II | Robert II | Enric I | Enric I | Felip I | Felip I | Lluís VI | Lluís VI | Lluís VII | Lluís VII | Felip II | Felip II | Lluís VIII | Lluís VIII |      |

| 1226 | 1226     | 1270     | 1270      | 1285      | 1285     | 1314     | 1314    | 1316    | 1316   | 1316   | 1316    | 1322    | 1322      | 1328      | 1328     | 1350     | 1350 |
|      | Lluís IX | Lluís IX | Felip III | Felip III | Felip IV | Felip IV | Lluís X | Lluís X | Joan I | Joan I | Felip V | Felip V | Carles IV | Carles IV | Felip VI | Felip VI |      |

| 1350 | 1350    | 1364    | 1364     | 1380     | 1380      | 1422      | 1422       | 1461       | 1461     | 1483     | 1483        | 1498        | 1498      | 1515      | 1515       | 1547       | 1547     | 1559     | 1559 |
|      | Joan II | Joan II | Carles V | Carles V | Carles VI | Carles VI | Carles VII | Carles VII | Lluís XI | Lluís XI | Carles VIII | Carles VIII | Lluís XII | Lluís XII | Francesc I | Francesc I | Enric II | Enric II |      |

| 1559 | 1559        | 1560        | 1560      | 1574      | 1574      | 1589      | 1589     | 1610     | 1610       | 1643       | 1643      | 1715      | 1715     | 1774     | 1774      | 1792      | 1792 |
|      | Francesc II | Francesc II | Carles IX | Carles IX | Enric III | Enric III | Enric IV | Enric IV | Lluís XIII | Lluís XIII | Lluís XIV | Lluís XIV | Lluís XV | Lluís XV | Lluís XVI | Lluís XVI |      |

| 1792 | 1792 | 1804 | 1804      | 1814      | 1814        | 1824        | 1824     | 1830     | 1830          | 1848          | 1848 | 1852 | 1852        | 1870        | 1870 |
|      | -    | -    | Napoleó I | Napoleó I | Lluís XVIII | Lluís XVIII | Carles X | Carles X | Lluís Felip I | Lluís Felip I | -    | -    | Napoleó III | Napoleó III |      |